# Euphorbia densiuscula
Euphorbia densiuscula är en törelväxtart som beskrevs av Mikhail Grigoríevič Popov. Euphorbia densiuscula ingår i släktet törlar, och familjen törelväxter.
Artens utbredningsområde är Uzbekistan. Inga underarter finns listade i Catalogue of Life.